# Mixcoac
Mixcoac es un barrio ubicado en la Alcaldía Benito Juárez, en la Ciudad de México. Está conformado por las colonias Nonoalco, San Juan, Extremadura Insurgentes, Mixcoac, e Insurgentes Mixcoac. 

## Ubicación y nomenclatura
El barrio se encuentra delimitado al norte por las calles San Antonio, Holbein y Porfirio Díaz; al este por la avenida de los Insurgentes; al sur por la avenida Río Mixcoac y la calle Claudio Arciniega; al oeste por el Boulevard Adolfo López Mateos.
La nomenclatura de sus calles tiene nombres de pintores nacionales y extranjeros, a la que también se le agregan los de algunas comunidades de España. Anteriormente las calles tenían otras denominaciones: Holbein se llamaba Córdoba; Augusto Rodin, avenida de San Juan; la cerrada de Rodin, callejón Violetas; Corot, calle del Pocito; Nattier, Jerusalén; Fragonard, Romeritos; Rubens, la primera calle se llamaba Cuauhtémoc, la segunda Ireneo Paz (como en la actualidad) y la tercera General José Ceballos; Carracci, Melchor Ocampo; Goya, calle de las Flores; Jerez, el Obraje; Tiziano, Hidalgo; Extremadura, calle del Ferrocarril; avenida Río Mixcoac, Valerio Trujano; Revolución, avenida Mixcoac; Patriotismo, avenida Tizapán Norte y Porfirio Díaz era conocida como camino de San Ángel a la Piedad. Sólo Insurgentes y la calle Empresa conservaron sus mismos nombres.

## Etimología
Mixcoac viene del Nahuatl mixtli (nube), coatl (serpiente), co (en), y puede interpretarse como En la serpiente de nubes, Víbora en la nube o Lugar de la Nube de Serpiente y alude al dios Mixcóatl y a la Vía Láctea. 

## Historia

### Periodo Prehispánico y Colonial
Mixcoac era un pequeño asentamiento tepaneca el cual se localizaba al oeste de la cuenca del lago de Tetzuco. El pueblo floreció alrededor del año 1000. Con la fundación de la Ēxcān Tlahtōlōyān, y en el gobierno del cuarto tlahtoāni Ītzcóātl, fue anexada como provincia tributaria; ca. 1420. El conquistador Hernán Cortés lo menciona en una de sus cartas de relación al emperador Carlos I, refiriéndose a él como Mixquique y le estima una población de unos 6000 vecinos. Parte del recinto ceremonial del asentamiento prehispánico se puede apreciar en la zona arqueológica de Mixcoac. 
En 1527 los Dominicos se instalaron en la Villa de Coyoacán y hacia 1545 fundaron la doctrina de indios de Santo Domingo de Mixcoac. El pueblo fue la cabecera de una extenso territorio parroquial que abarcaba diversos barrios, haciendas y ranchos a la redonda y fue cabecera del curato durante todo el periodo virreinal. En cuanto al régimen civil, el pueblo formaba parte del Marquesado del Valle de Oaxaca, otorgado por el emperador Carlos V a Cortés y sus descendientes. El marquesado estaba dividido en siete regiones independientes, cada uno con sus alcaldías mayores o corregimientos y Mixcoac pertenecía al corregimiento de Coyoacán. A la muerte de los descendientes directos de cortés, el marquesado pasó a depender de los Ducado de Terranova|duques de Terranova y Ducado de Monteleón|Monteleone, y se mantuvo así hasta la independencia de México.

## SigloXIX

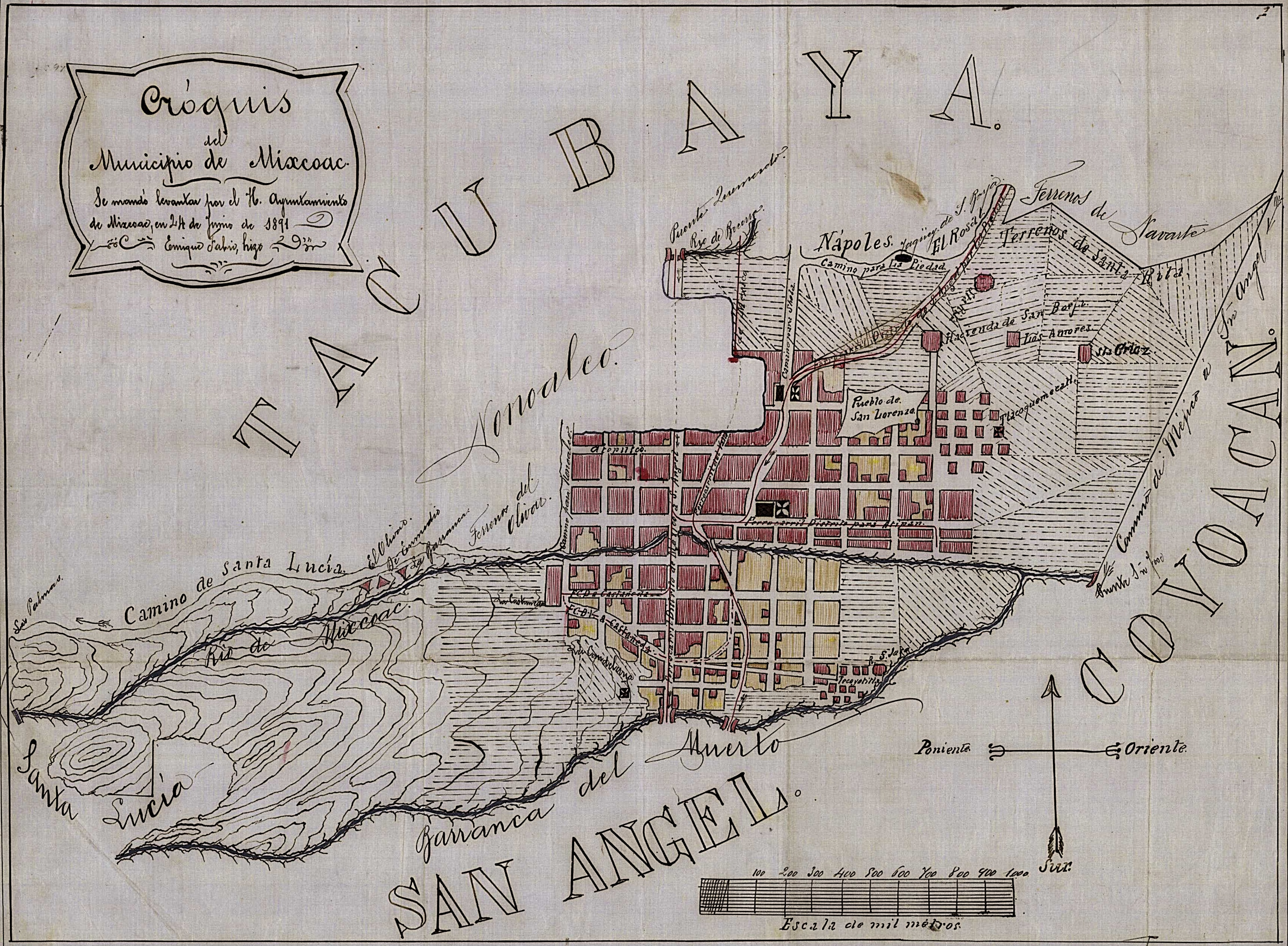
Mapa del municipio, 1891

El 24 de agosto de 1853 cayó una manga de agua en los cerros que dominaban la población, aumentando el caudal del río Mixcoac, que presentó una violenta crecida que arrasó con varias casas de la población y sus campos de cultivo.
A fines del siglo XIX y por su cercanía a la Ciudad de México y algunos pueblos vecinos como Tacubaya, San Ángel y Coyoacán, en el lugar se establecieron algunas residencias campestres de veraneo, de las cuales algunas se conservan.

### SigloXX
Con la expansión de la ciudad, la zona fue absorbida por la mancha urbana, y los ranchos y haciendas cercanos a la zona fueron fraccionados. A mediados del siglo XX, se trazan varios ejes viales y se ensanchan algunas avenidas, a lo que se le suma el establecimiento de varios edificios de departamentos y unidades habitacionales que la hacen una de las zonas más pobladas de la capital. A pesar de esta razón y de haber sido "mutilado" el lugar no pierde su identidad y todavía conserva parte de sus construcciones originales, aunque modificadas por los años y el uso de suelo.

#### La Castañeda
En 1910 se construyó el Hospital de La Castañeda, que ofrecía servicios de atención psiquiátrica y asilo a personas de cualquier edad, bajo el auspicio del General Porfirio Díaz se construyó esta edificación monumental, misma que dejó de funcionar en 1967 y fue demolida en 1968, actualmente en los terrenos que ocupaba La Castañeda, se alberga la Unidad Habitacional Torres de Mixcoac, el Deportivo Plateros, la Preparatoria 8 de la UNAM, la colonia Lomas de Plateros, y algunos Institutos de Salud.

## Patrimonio

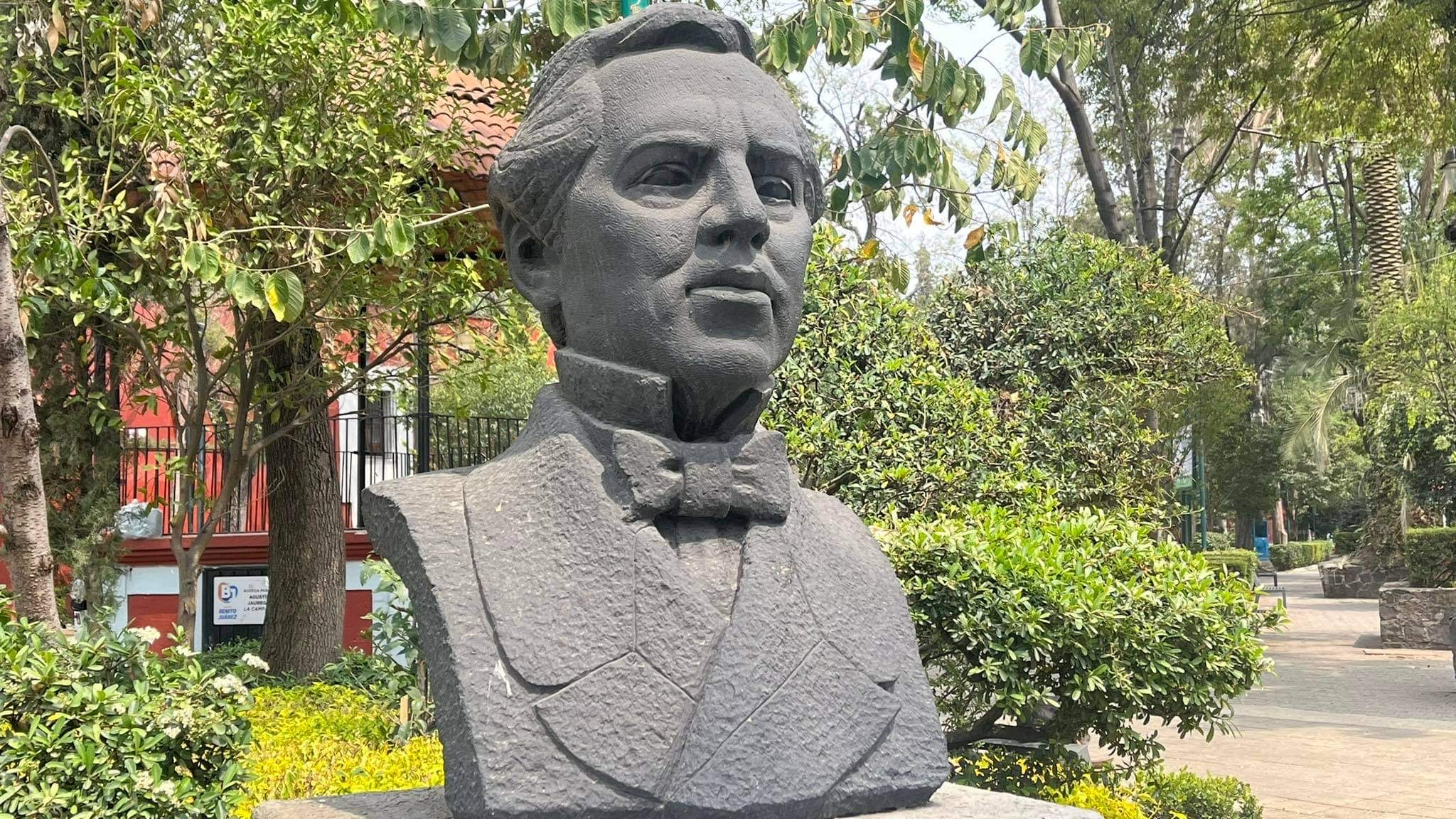
Busto de Agustín Jáuregui

#### Plaza Jáuregui

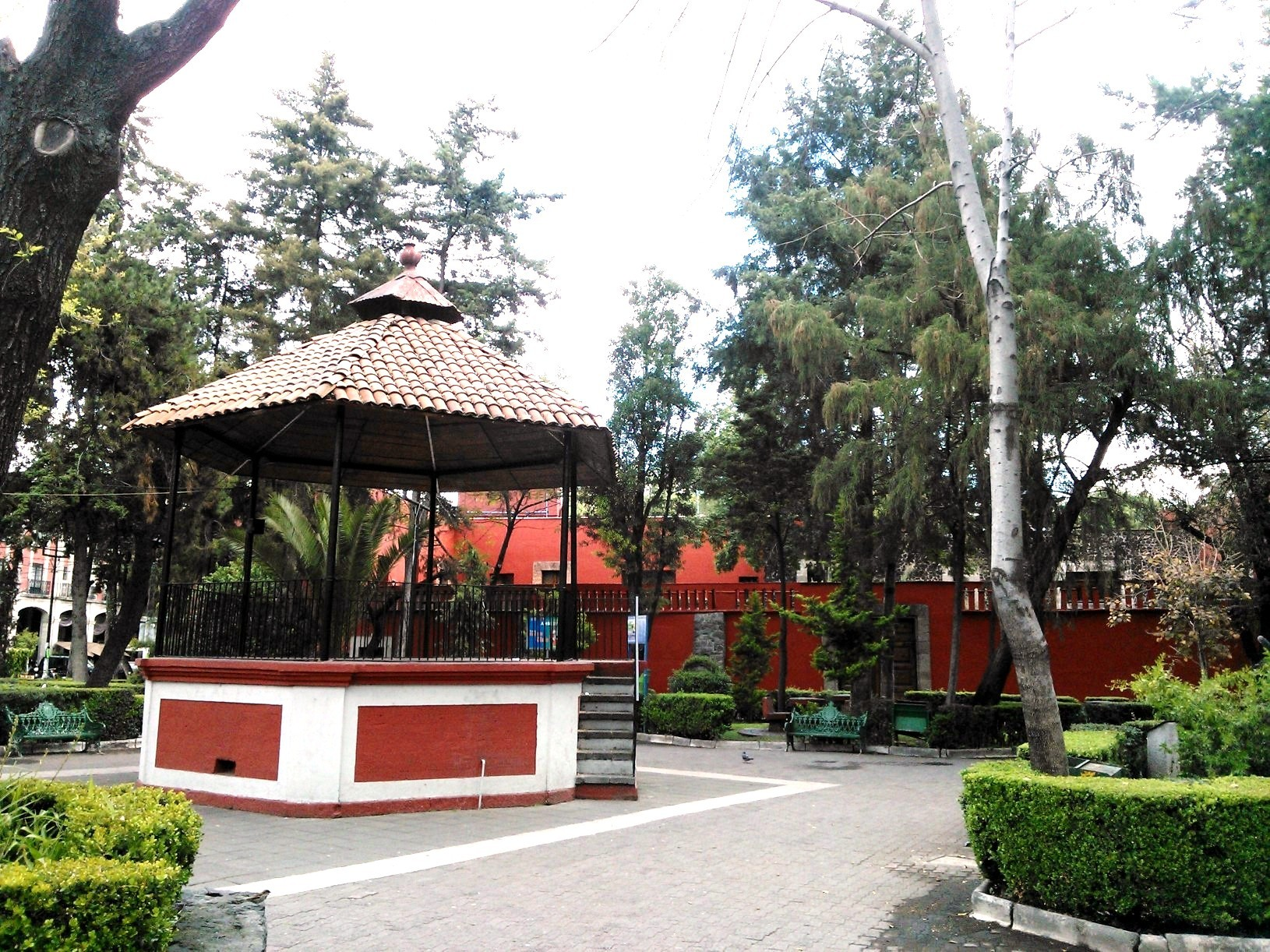
Plaza Jáuregui

La plaza está adornada por un quiosco en el centro, rodeado de bancas y un jardín con árboles. Alrededor hay casas antiguas y todo está pintado de color rojo. Junto a la Parroquia de Santo Domingo de Guzmán, la plaza ofrece un ambiente de tranquilidad ligeramente campirano.
Al fondo se aprecia el edificio del antiguo Palacio Municipal, hoy centro cultural Juan Rulfo. En frente, está una entrada a la Universidad Panamericana, antiguo obraje de Mixcoac durante el siglo XVIII. 

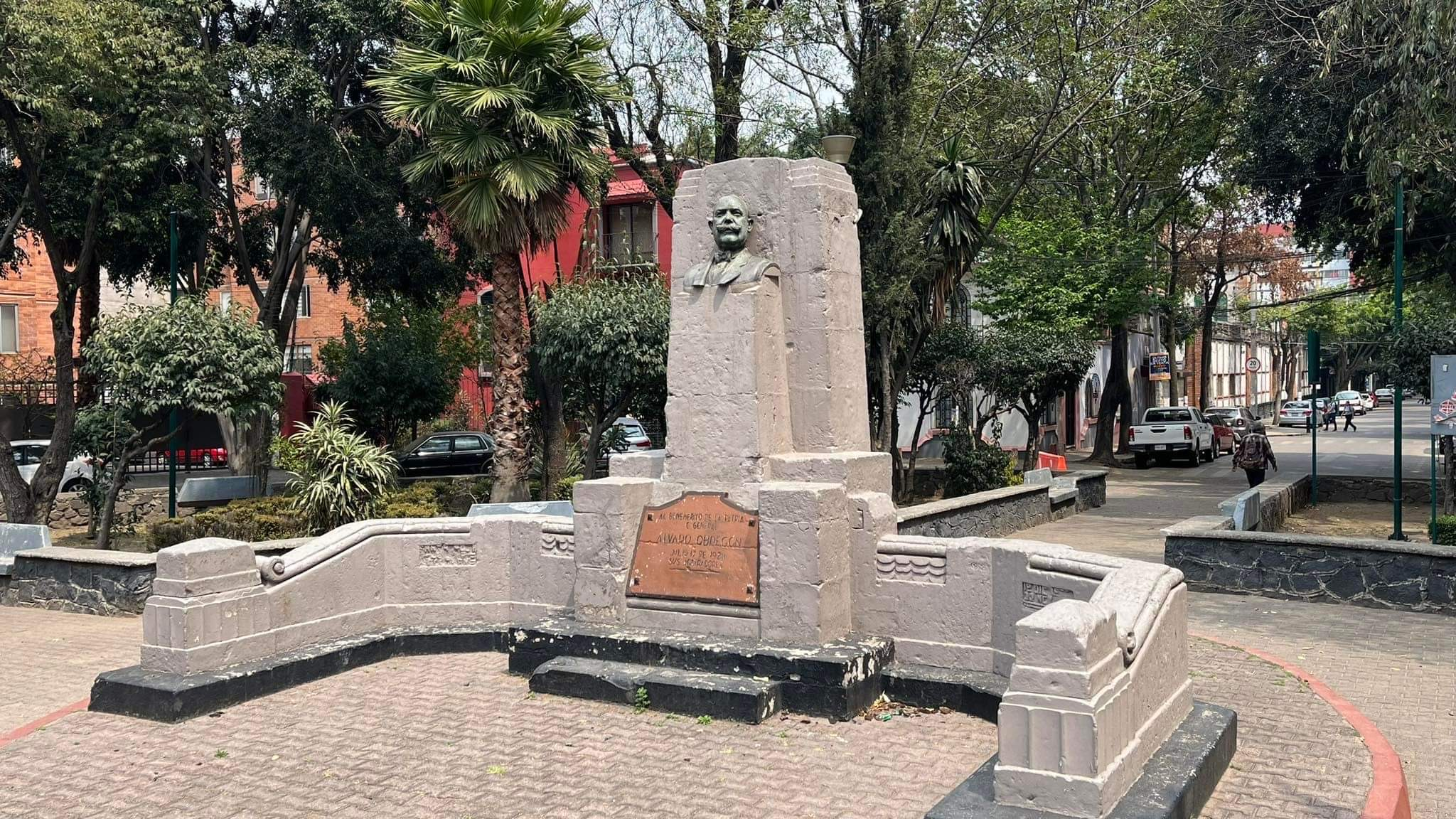
Busto de Álvaro Obregón

La plaza conmemora al abogado liberal Agustín Jáuregui. Aunque no hay una placa que lo identifique, los vecinos comentan que el busto en la plaza corresponde al licenciado Jáuregui, quien fuera vecino del lugar y que participó en la toma de la plaza de Tacubaya.
En la calle Goya, a unos cuantos pasos de esa plaza, está el Centro Vlady y la Biblioteca BS-IBBY México y la Biblioteca Alonso Lujambio. Al coincidir Goya con la avenida Patriotismo se encuentra la plazuela dedicada a Álvaro Obregón.

#### Plaza Valentín Gómez Farías

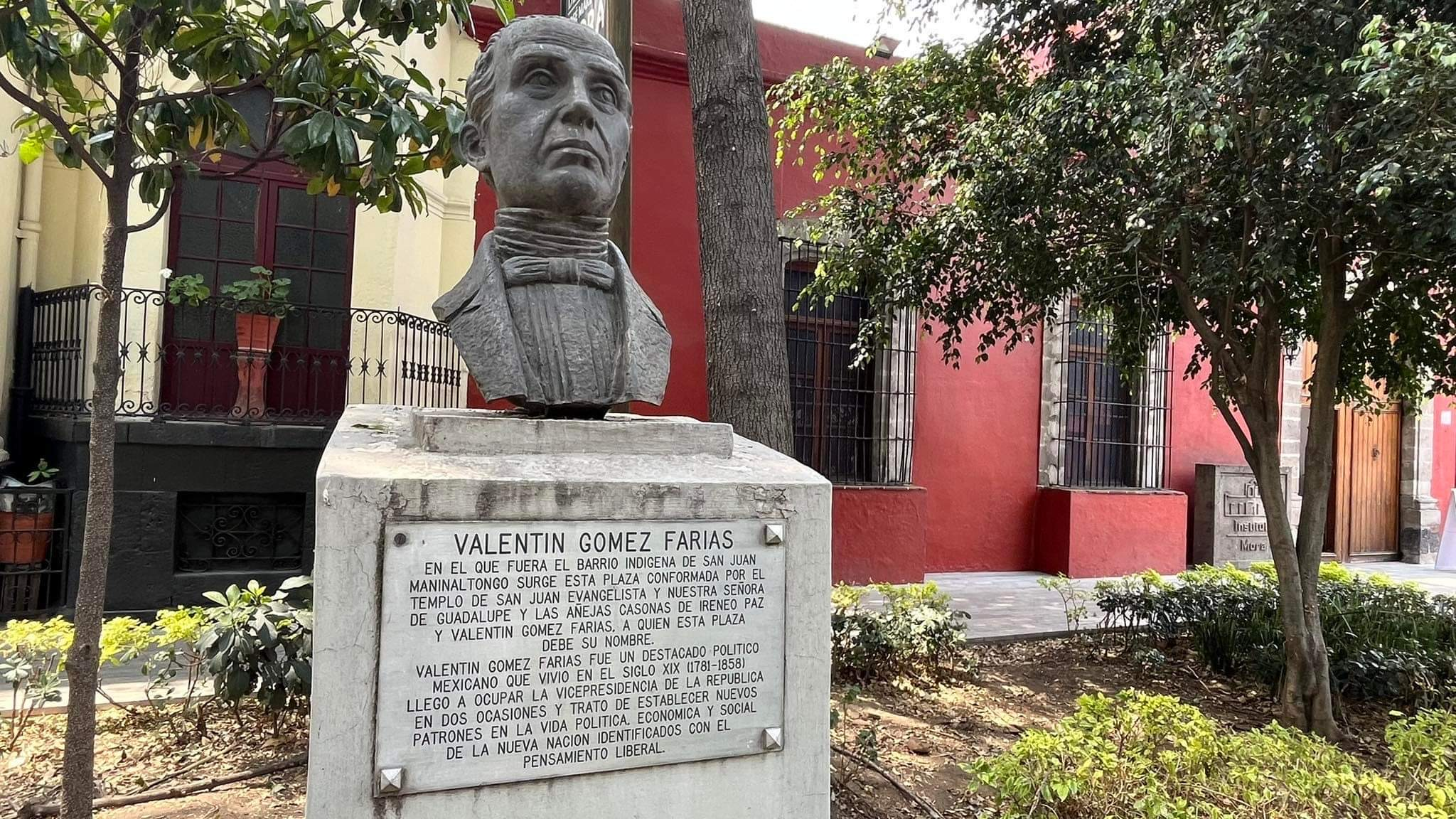
Busto de Valentín Gómez Farías

Entre las calles de Lic. Irineo Paz y Augusto Rodín se encuentra la plaza con arbolado rodeada de casas antiguas que actualmente son espacios educativos, así como por la Parroquia de San Juan Evangelista y Nuestra Señora de Guadalupe.
Otro sitio de recreación importante para los habitantes de Mixcoac es el parque Hundido.

## El río Mixcoac
La historia de Mixcoac esta ligada al río del mismo nombre, ubicado en la porción central de la Delegación Álvaro Obregón, tiene una longitud de 7 km y una superficie de 37 km²; con una densidad aproximada de 2.5 km de cauce por km². Nace en los límites con el Estado de México, en las laderas del cerro de San Miguel; limita al oeste con la Cuenca del río Borracho (afluente del río Hondo) y la Barranca de Becerra; al este con las barrancas de Guadalupe y Tarango. Corre hacia el norte hasta casi llegar al convento del Desierto de los Leones, donde tuerce al noreste. Está alimentado por varios manantiales y su afluente principal es la Barranca del Muerto. En Xoco se une al río Magdalena para formar el río Churubusco. Sobre este río se construyó la Presa y la Primera Represa Mixcoac.

## Transporte público
En la zona se encuentra la estación Mixcoac del Metro, que es parte de la  Línea 7 del sistema y la terminal de la Línea 12.
Línea 1 del Metrobús atraviesa la zona de norte a sur con una parada entre otras en Río Churubusco (a la altura del Circuito Interior).

## Economía y centros comerciales
La torre Manacar de 22 pisos, y su centro comercial, está en esta zona sobre la esquina del Circuito Interior y la avenida de los Insurgentes. 
A dos calles de la estación del metro se encuentra el mercado de Mixcoac, sitio en donde destaca un área dedicada a la venta de flores y otra zona de comidas donde prevalece la venta de mariscos.

## Educación
- Universidad Panamericana
- Universidad Simón Bolívar
- Escuela de Gobierno y Transformación Pública del Tecnológico de Monterrey[10]
- Colegio La Salle Simón Bolívar
- Colegio Williams Campus Mixcoac
- Instituto de Investigaciones Dr. José María Luis Mora

## Galería

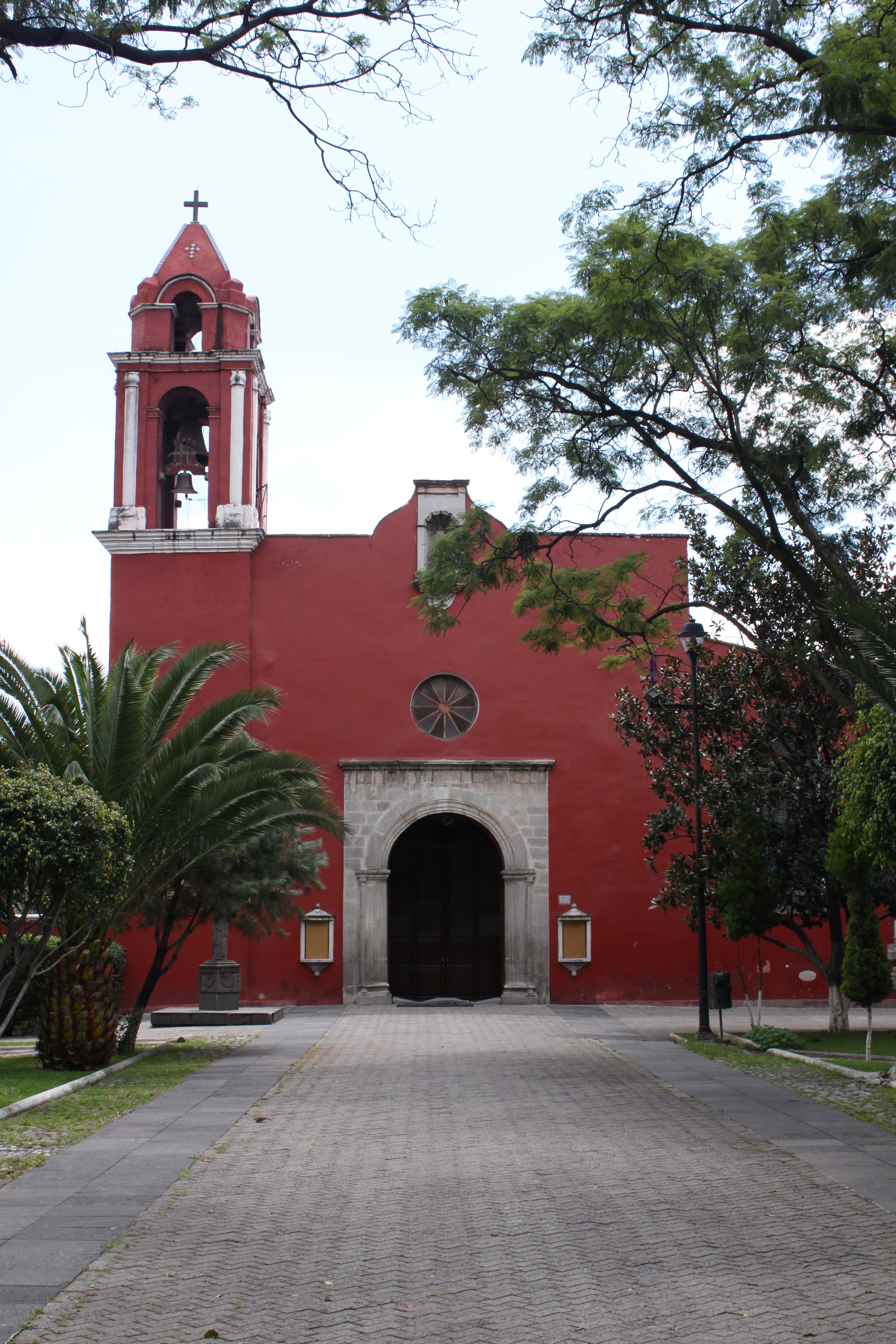
Parroquia de Santo Domingo de Guzman
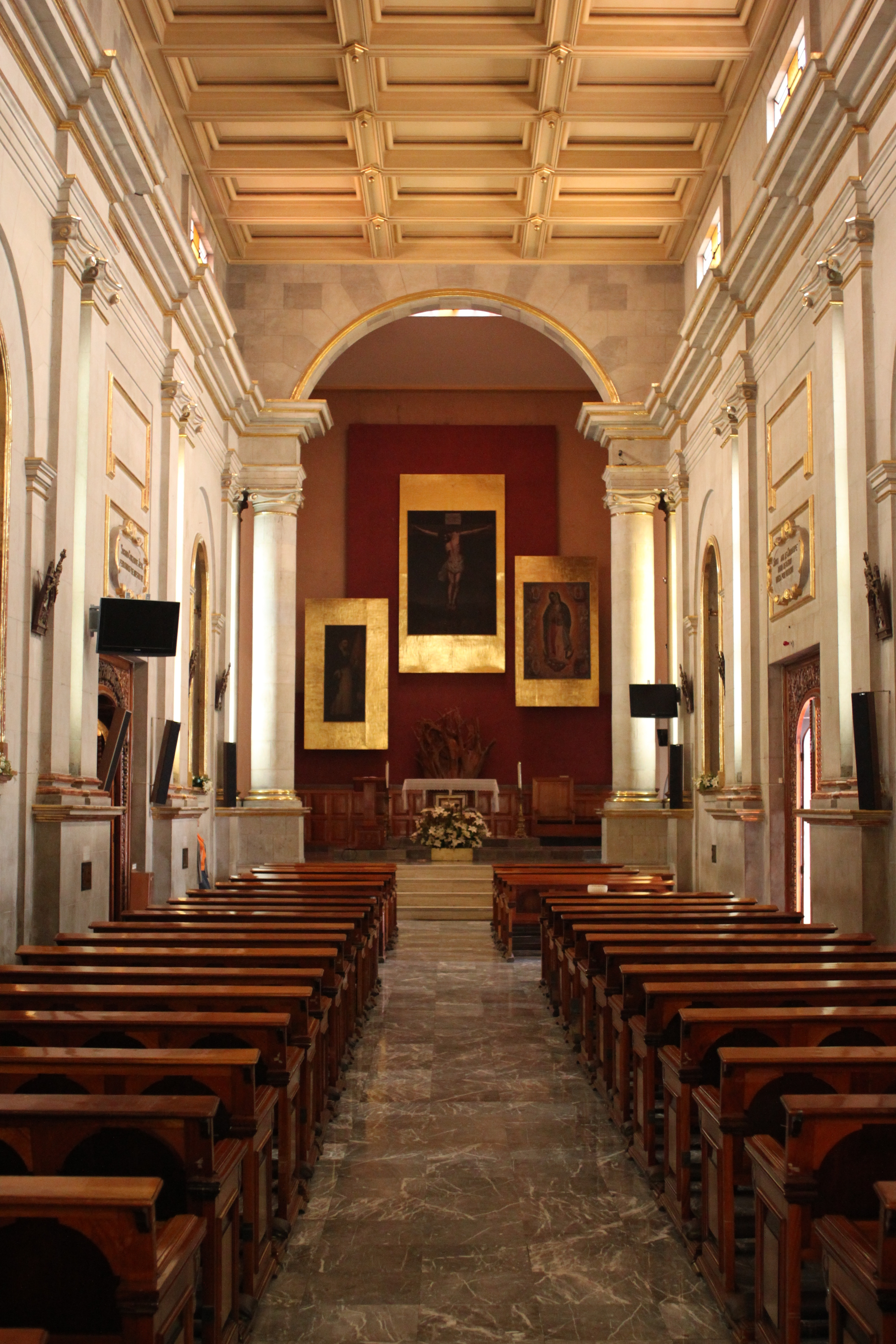
Interior de la parroquia
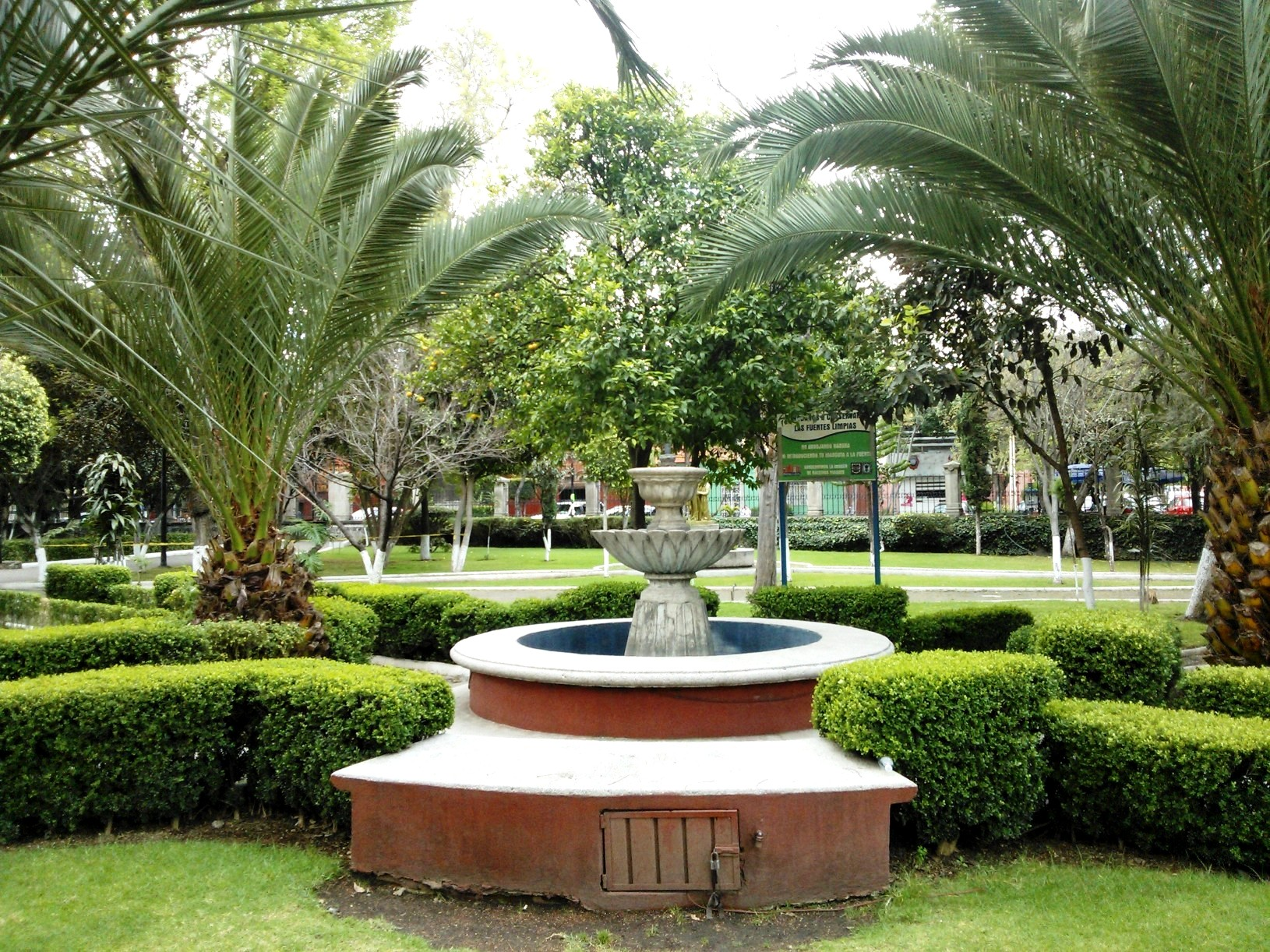
Atrio de la Parroquia
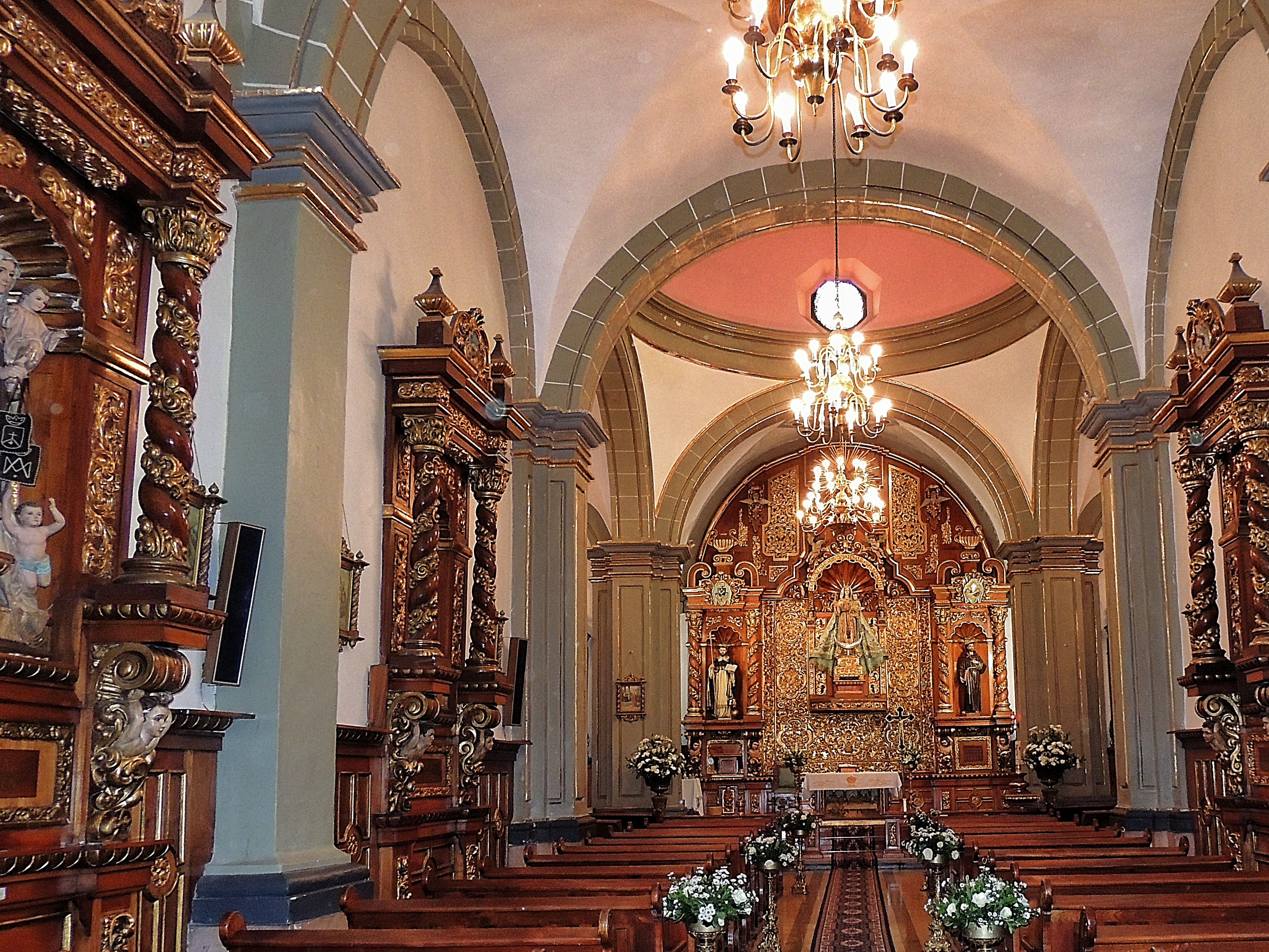
Capilla de la Virgen del Rayo
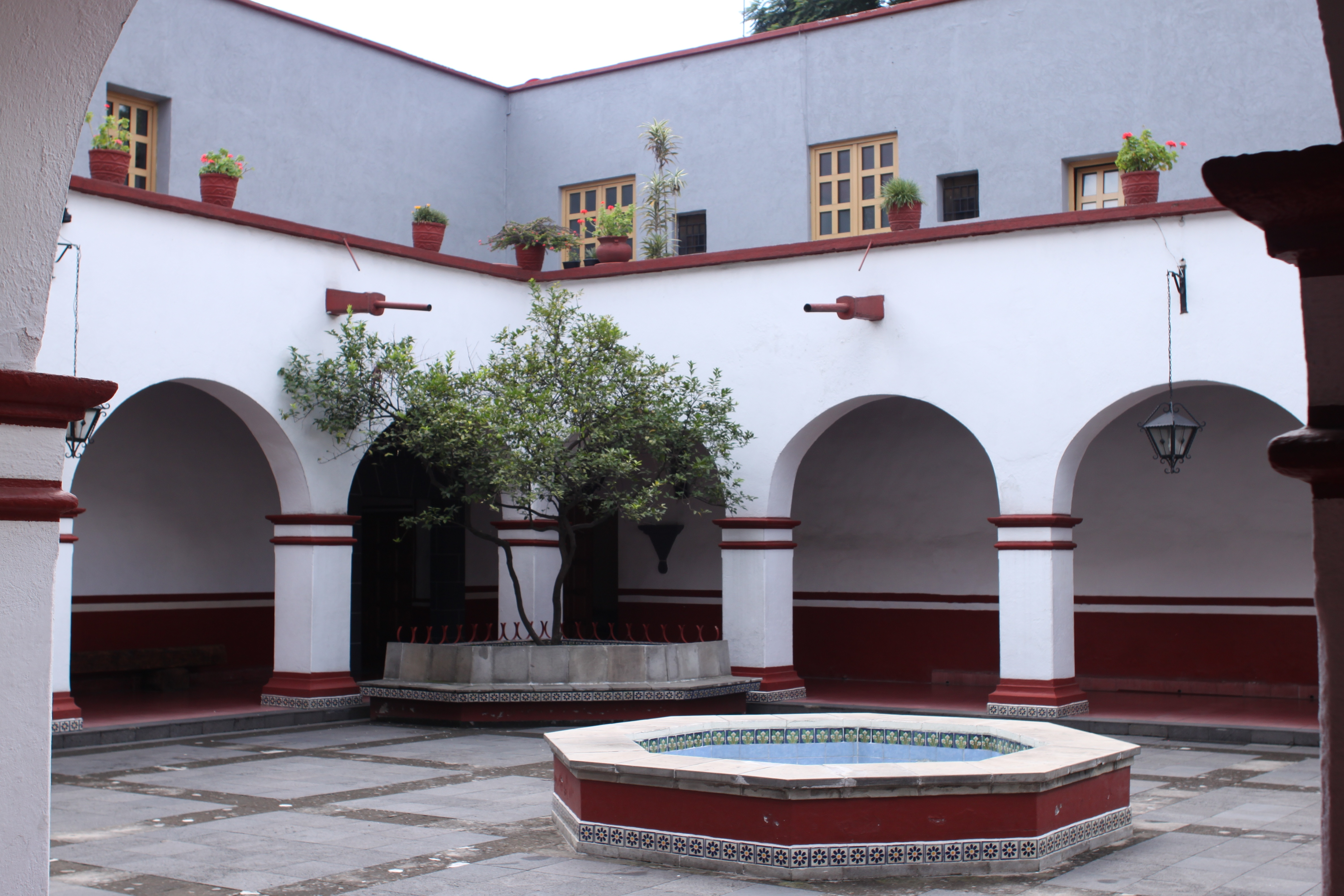
Claustro del exconvento de Santo Domingo